# Тифани Трамп
Тифани Аријана Трамп (енгл. Tiffany Ariana Trump; Вест Палм Бич 13. октобар 1993) је ћерка председника САД Доналда Трампа и његово једино дете са другом супругом, Марлом Мејплс.

## Рани живот и образовање
Тифани Аријана Трамп је рођена 13. октобра 1993. године у медицинском центру Свет. Мери у Вест Палм Бичу на Флориди, два месеца пре венчања њених родитеља. Она је једино дете Доналда Трампа са његовом другом женом, глумицом и телевизијском личношћу Марлом Мејплс. Име је добила по луксузној продавници накита Тифани; Њени родитељи су се развели 1999. након што су били раздвојени две године. Мајка ју је одгајала у Калифорнији.
Има троје двојицу старије полу-браће и полу-сестру, Доналда млађег, Иванку и Ерика, децу прве супруге Доналда Трампа, Иване и млађег полубрата, Барона, сина Трампове треће и садашње супруге Меланије.
Тифани је похађала школу Viewpoint у Калабасасу, Калифорнија, где је дипломирала 2012. Након тога је похађала Универзитет у Пенсилванији (као и њен отац) и дипломирала је 2016. године са дипломом из социологије. Затим је похађала Универзитет Џорџтаун у Вашингтону, и стекла диплому Доктора правних наука у мају 2020.

## Каријера
Тифани је 2011. објавила музички сингл под називом „Like a Bird". Касније у је у шоу Опре Винфри, рекла да процењује да ли да подигне своју музичку каријеру „на следећи ниво“.
Током 2015. је радила као приправник за Vogue, а 2016. је моделираla модну ревију Ендруа Ворена током Недеље моде у Њујорку.

### Очеве председничке кампање
Тифани се више пута појављивала током председничке кампање њеног оца 2016. Говорила је на Републиканској националној конвенцији 2016. друге вечери конвенције.
Трампова је поново учествовала у кампањи њеног оца 2020. године и одржала говор на Републиканској националној конвенцији 2020. године. Учествовало је и на још неколико предизборних догађаја у кампањи у недељама пре избора.
Трампова се лично појавила у име њеног оца током говора у Мар-а-Лагу након његове прве оптужнице 2023. године

## Лични живот
У лето 2018, док је била на одмору у Грчкој са глумицом Линдзи Лохан, Трампова је упознала Мајкла Булоса, либанско-америчког милијардера, наследника и извршног директора компанија Boulos Enterprises и SCOA Nigeria. Са Булосом је била у вези од 2018. Венчали су се 12. новембра 2022. у Трамповој резиденцији Мар-а-Лаго у Палм Бичу на Флориди.
Тифани је корисник Инстаграма, где је је у јануару 2021. имала 1,4 милиона пратилаца. Њене објаве на Инстаграму често су укључивале фотографије са пријатељима или са децом познатих родитеља, након чега су их поједини медији означили као групу "Богате деце инстаграма".